# Kompakt fénycső

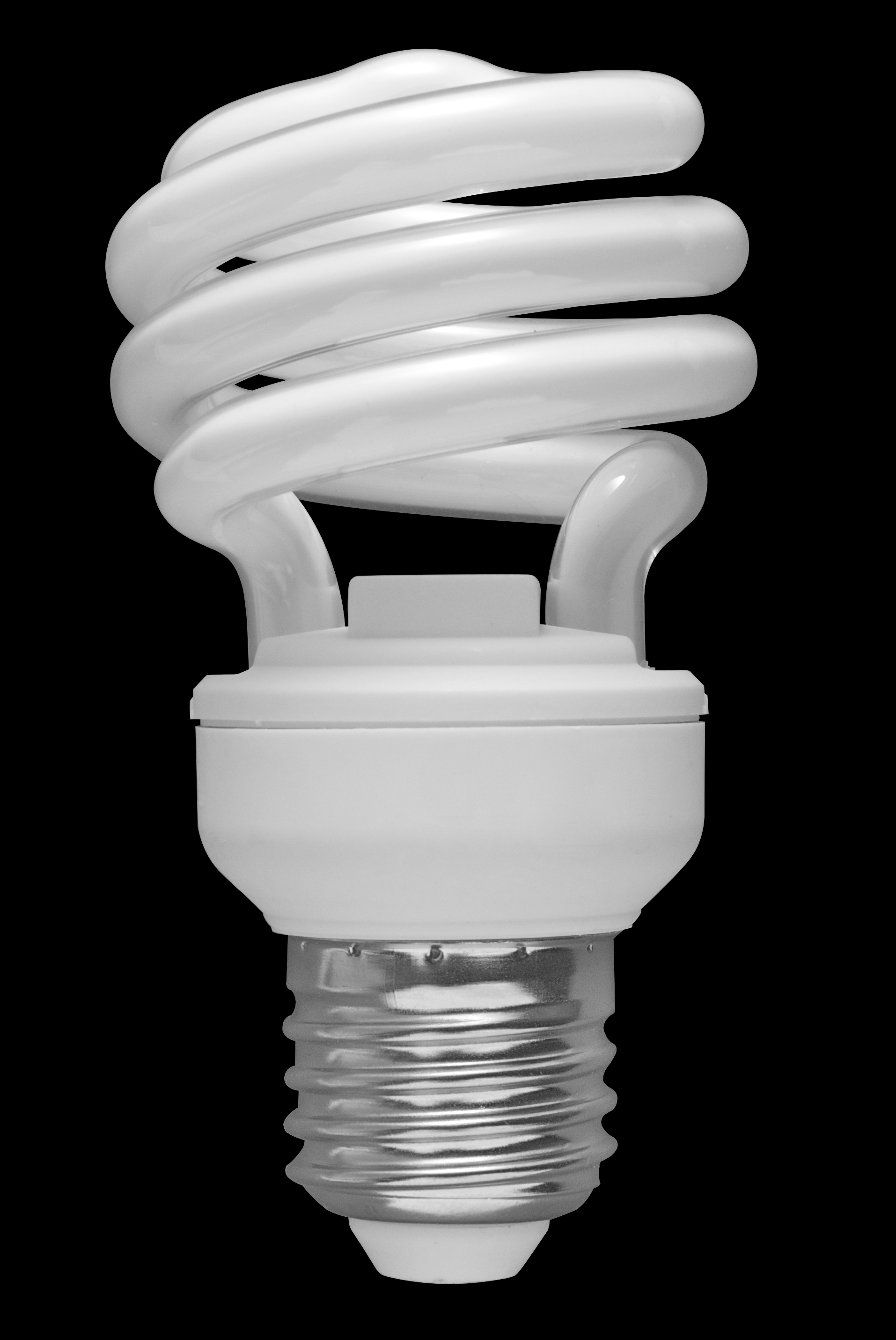
1. kép: Spirális kompakt fénycső

A kompakt fénycső (angolul: Compact Fluorescent Lamp, rövidítve: CFL) egy olyan fénycső, amelynek üvege a hagyományos fénycsövekétől eltérően vékonyabb, futásában hajlított, vagy tekert kialakítású, foglalata pedig sokszor (bár nem minden esetben) tartalmazza az indítási és üzemi feltételeket biztosító elektromos alkatrészeket.
Magyar nevéből kimaradt az angol nevében egyébként meglévő fluorescent, vagyis fluoreszkáló jelző, mely a fénycső működési mechanizmusai közül az egyikre már önmagában utal. A szó a ritkaföldfémek azon tulajdonságára világít rá, hogy az emberi szem számára nem látható ultrarövid fénysugarakat elnyelve, az emberi szem számára már látható hullámhosszú fénysugarakat bocsát ki. Vagyis a felvett fénysugarak hullámhossza az anyag e speciális tulajdonsága révén megváltozik, nanométerben kifejezett hullámhossza megemelkedik. Tehát az anyag nem egy mértékegység csökkentésével, hanem megemelésével változtatja meg a fény paramétereit. Ez a fluoreszkálás, mely egyéb mechanizmusokkal együtt hozza létre a látható fényt (bővebben lásd a működésről szóló részt).
A kompakt jelző azzal hozható összefüggésbe hogy a hagyományos lineáris fénycsővel szemben a méret kisebb és a fénykibocsátás a vonali fényforrásokkal szemben egy helyben összpontosul.
A magyar köztudat energiatakarékos fényforrásként is ismeri az ilyen típusú fényforrásokat, mely szintén helyénvaló jelző, hiszen a hagyományos wolframszálas izzólámpáktól eltérően sokkal több emberi szem számára látható fényt bocsát ki egységnyi elektromos energiát felhasználva (bővebben lásd a fényhatékonyságról szóló részt).
A kompakt fénycső higanytartalmú fényforrás, mely az élővilágra, így az emberre nézve is fokozottan ártalmas. Az elhasznált, tönkrement kompakt fénycsöveket ezért az elektromos hulladék átvételét biztosító helyeken (általában elektromos termékeket árusító nagyobb üzletláncoknál) lehet leadni, hogy ártalmatlanításuk és újrahasznosításuk a kellő helyen megtörténhessen.

## Osztályozása
Működése szerint az elektromos gázkisüléssel üzemelő fényforrások közé tartozik, ezeken belül az alacsony nyomúsak csoportjába. A csoportot azért hívjük alacsony nyomásúnak, mert a normál földi légkörnél alacsonyabb nyomás uralkodik az üvegbúrán belül. Ennek értéke a föld légkörének kb. 0.3%-a. Az alacsony nyomásúak kategóriáján belül önálló halmazt alkotnak azok a fényforrások, amik az üvegbúrán belüli nemesgáz-közeghez keverten higanyt is tartalmaznak. Ebbe a halmazba tartoznak a kompakt fénycsövek, vagyis ezek a fényforrások gázkisüléssel üzemelő, alacsony nyomású, higanytartalmú fényforrások.

## Felépítése
A kompakt fénycső két egymástól jól elkülöníthető része az üvegbúra és a foglalat.
Az üvegbúra kívülről áttetsző, belülről fehér színű, melyet a belső oldalra felhordott ritkaföldfém-bevonat okoz. Ennek a típusa határozza meg, hogy milyen színnel világít a kompakt fénycső. Az üvegbúrán belül alacsony nyomás uralkodik, a tér nemesgázzal és higannyal van megtöltve. A gáztérbe építve található a két elektróda, mely a begyújtáshoz szükséges villamos feszültséget biztosítja, majd a begyújtás után a villamos áramkör ív formájában e két pont között záródik.
A kompakt fénycső másik fő része a foglalat. Ez a fényforrás rögzítésére és a feszültség alatt álló részekkel való fémes kapcsolat kialakítására szolgál. A foglalat több típusú lehet (E27, G24q, G24d stb.), melyek nem csak az érintkezők számában, hanem az integrált alkatrészek szempontjából is különböznek egymástól (lásd foglalattípusok részt).

## Működése
Működése két oldalról meghatározott. Egyfelől a kompakt fénycsőben lévő kémiai anyagok viselkedése hozza létre a látható fényt, de ahhoz hogy a fénykibocsátás létrejöjjön, az anyagok kémiai reakciójának beindulását, annak feltételeit speciális alkatrészekkel elő kell idéznünk. A működés e kettős meghatározottsága miatt az üzemelés feltételeit kémiai és műszaki szempontból külön részletezzük.

### A működés kémiai oldala
Kémiai oldalról a nemesgázoknak azt a sajátos tulajdonságát használjuk ki, hogy elektromos mező hatására az atommagjaikról elektronok válnak le, vagyis ionizálódnak. A leválás után az elektronok a pozitív töltésű elektróda felé tartanak, és útjuk során ütköznek még semleges állapotban lévő nemesgáz-atomokkal. Ezek az atomok szintén elektront veszítenek a becsapodás hatására (ezt hívjuk becsapódási ionizációnak), ami mégtöbb elektront indít el az útjára, így az elektronok száma lavinaszerűen növekszik. A nem vezetőképes (tehát semleges) gáz halmazállapotú atomoknak ezt a lavinaszerű ionizálódását, tehát vezetőképessé válását elektronlavinának nevezzük, a vezetőképessé vált ionizált gázt pedig plazmának hívjuk, mely a szilárd, folyékony és légnemű halmazállapot mellett a negyedik halmazállapot.
Az elektronok halmozódásához az is hozzájárul, hogy az elektróda a rajta átfolyó áram hatására felmelegszik. A melegedő anyagok ugyanis egy hőmérsékleti pont elérése után elektronokat adnak le (ezt hívjuk termikus elektronemissziónak). Ez történik az elektródával is, mely így segíti a kompakt fénycső elindulását.
A mesterségesen előállított plazmában az áram már szabadon képes folyni. Fényt azonban a nemesgázok se a semleges, se az ionizált állapotukban nem bocsátanak ki. A nemesgázok szerepe az, hogy vezetőképes közeget biztosítsanak az áram számára e zárt téren belül.
A nemesgázokhoz kevert higanygőz atom azonban máshogyan viselkedik, ha nekiüzközik egy elektron. A higanyatom nem veszíti el a külső elektonját, nem izonizálódik a térben, viszont a külső elektronja a nekiütköző szabad elektron kinetikus energiájától magasabb energiaszintre lép, és mikor megnyugszik, fotont bocsát ki magából. Ez a foton már fény, de szabad szemmel nem látható, mert hullámhossza alapján az UV tartományba esik. Túlnyomórészt 253.7 és 185 nanométer hullámhossz közötti fotonok keletkeznek.
Az üvegbúra belső felülete, mint korábban említettük, ritkaföldfém borítással rendelkezik. A ritkaföldémek sajátos kémiai tulajdonsága pedig az, hogy UV sugárzás hatására az UV sugaraknál magasabb hullámhosszú fotonokat bocsátanak ki, vagyis fluoreszkálnak.
Az elektromos térerő és melegedés hatására tehát ionizálódás történik, a nemesgáz vezetőképes közeggé válik. A szabad elektronok viszont nem csak nemesgázokkal, hanem higanyatomokkal is találkoznak, amik először magasabb energiaszintre lépnek, majd megnyugszanak és a megnyugvás során fotont emittálnak. Ezek a fotonok UV hullámhosszú sugarak, szabad szemmel nem láthatnánk, de az üvegcső belső felét ritkaföldémmel vonják be, mely ezt elnyeli és látható hullámhosszú fényt bocsát ki.

### A működés műszaki oldala
A kémiai reakció elindításához a hazánkban és Európában jellemző 230 V-os feszültségszint már alkalmas, viszont az ionizált térben a villamos ív kialakulásához ennél magasabb feszültségszintet kell alkalmaznunk. Ebből adódóan, az indításhoz további alkatrészt kell használnunk, mely ezt a feszültségszintet létrehozza és minden esetben megtalálható vagy a lámpatestben, vagy a kompakt fénycső foglalatában.
Az indítási és üzemi feltételeket biztosító alkatrészt hívjük előtétnek. Az előtét lehet vasmagos, vagy elektronikus előtét.
A vasmagos előtét (mely időrendben korábbi, mint az eketronikus) egy vasmagos tekercs, mely kikapcsolási feszültséglökést produkál a két végén, ha az őt tápláló feszültséget megszakítják. Ha a vasmagos előtétet kellő nagyságúra méretezik, akkor a kikapcsolási feszültséglökés kellő nagyságú lesz ahhoz, hogy a hozzá kapcsolt fénycsövet be tudja gyújtani, azaz villamos ív jöjjön létre a már kialakult plazmán belül. A vasmagos előtét hálózatról való leválasztását, a kikapcsolási feszültséglökés létrejöttének előfeltételét, a gyújtó végzi, mely a fényforrás foglalatába van integrálva.
Az elektronikus előtét múködési elve az, hogy a váltakozó feszültségű áramot egyenfeszültségű árammá alakítja, majd ezt megszaggatva újra váltakozó feszültségű áramot hoz létre, melynek sokkal nagyobb a frekvenciája a hálózati 50 Hz-nél. A megszaggatott áramot tekintjük innentől váltakozó feszültségű áramnak, melyet apró méretű transzformátorral átalakít a fénycső begyújtásához szükséges feszültségszintre. Az elektronikus előtét vagy külön van szerelve a lámpatestbe és így különválik a fényforrástól, vagy a fényforrás foglalatába integrálják.

## Foglalattípusok

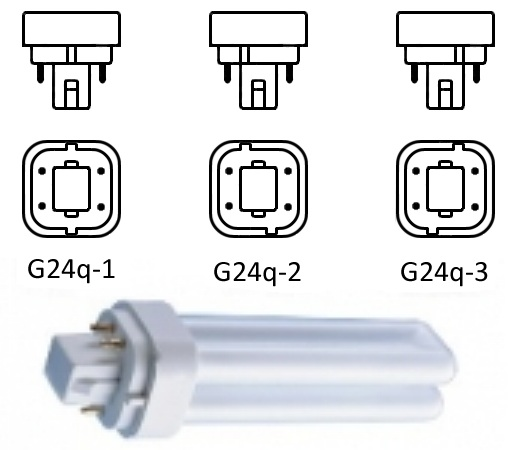
2. kép: Három példa G24q típusú foglalatra.

A különböző foglalattípusok létrehozását egyfelől a különböző típusú előtétek indokolták, másfelől pedig az a cél, hogy a lakosság számára olyan világítási megoldást hozzanak létre, aminek a karbantartása nem igényel szakértelmet. A külön szerelt előtét és fényforrás külön is meghibásodhat és szakértelem szükséges annak megállapítására, hogy melyik ment tönkre, melyiket kell cserélni. Az integrált megoldásnál azonban ilyen kérdés nem vetődik fel.
A kereskedelmi forgalomban tehát három fő típus kapható. Az egyik a vasmagos előtétekkel használható két érintkezős fényforrások, a másik az elektronikus előtétekkel használható négy érintkezős fényforrások, a harmadik pedig a lakosság körében népszerű E27-es és GU foglalatú fényforrás, melyhez nem kell külön előtétet használni, mert az már a foglalatba van integrálva. Ez utóbbi fényforrásokat egyszerű ki- és becsavarással ki lehet cserélni. Négy érintkezős foglalatokat szemléltet a 2. kép.

## Fejlesztése
A modern fénycső elődjét Peter Cooper Hewitt találta fel az 1890-es években. A Cooper Hewitt lámpákat fotóstúdiókban és iparban használták.
Edmund Germer, Friedrich Meyer és Hans Spanner 1927-ben szabadalmaztattak egy nagynyomású gőzlámpát. Később, 1927-ben George Inman összeállt a General Electric nevű céggel, hogy megalkossanak egy praktikusabb fénycsövet, amelyet 1938-ban eladtak és 1941-ben szabadalmaztattak. A fénycsöves lámpatestek hosszának csökkentése végett 1938-ban kör és U alakú lámpákat fejlesztettek. Az első fluoreszkálás elvén működő körtét és lámpatestet az 1939-es New York-i világkiállításon mutatták be a nagyközönségnek.
A spirálisan tekert kompakt fénycsövet 1976-ban találta fel Edward E. Hammer, a General Electric mérnöke, válaszul az 1973-as olajválságra. Bár a kialakítás egyezett azzal, amit a tervezők szerettek volna elérni, a GE-nek körülbelül 25 millió dollárjába került volna új gyárakat építeni a fényforrások tömeggyártásához, ezért a találmányt félretették. A tervet végül mások is lemásolták.
1980-ban a Philips bemutatta SL*18 modelljét, amely egy bajonett foglalatos változat volt, és beépített mágneses előtéttel rendelkezett. A fényforrás hajlított T4-es csövet, három színű ritkaföldémet és higanyamalgámot használt. Ez volt az első sikeres becsavarható helyettesítője a hagyományos izzóknak, amely új ritkaföldfémet használt, hogy megoldja a fényerőcsökkenés problémáját, amely egy ilyen vékony csőben általában gyorsan bekövetkezik; azonban nem terjedt el széles körben, nagy mérete, súlya (több mint fél kilogramm), kifejezett 50 Hz-es villogása és 3 perces bemelegedési ideje miatt. A fejlesztés az 1976-os SL1000-es prototípuson alapult. 1985-ben az Osram megkezdte a Dulux EL modell forgalmazását, amely az első kompakt fénycső volt, amely elektronikus előtéttel rendelkezett.
A térfogat folyamatos problémát jelentett a fejlesztés során, mivel a fénycsöveknek ugyanolyan térfogatban kellett beleférniük, mint a kiváltandó izzóknak. Ehhez nagyobb hatékonyságú ritkaföldfém-bevonatot kellett kifejleszteni, amelyek nagyobb teljesítményt tudtak elviselni egységnyi területre vetítve, mint a régebbi, nagyobb méretű fénycsövekben használt bevonatok.
1995-ben kereskedelmi forgalomba kerültek a Kínában, a Shanghai-i Xiangshan-ben gyártott spirális kompakt fénycsövek. Kínában a General Electric korábbi problémáját, hogy csak drágán tudták volna legépesíteni a csőhajlítást, úgy oldották meg, hogy a csöveket kézzel hajlították, amit az akkoriban alacsony kínai munkaerőköltségek tettek lehetővé. Azután az értékesítés folyamatosan nőtt. Bár népszerűségük országonként változó volt, Kínában a kompakt fénycsövek 2011-ben a domináns technológiává váltak a lakossági szegmensben.
A Philips Lighting 2008-ban leállította a kompakt fénycsövekkel kapcsolatos kutatásokat, és kutatás-fejlesztési költségvetésének nagy részét a szilárdtest-világításra, például a LED-es világításra fordította.

## Fényhatékonyság

3. kép: A látható fény helye az elektromágneses hullámspektrumon belül.

A kompakt fénycső energiatakarékos fényforrásként is ismert a köztudatban. Az elnevezés helyénvaló és ezt azért kapta, mert a fénybúra belső oldalára felhordott ritkaföldém-bevonat főleg abban a hullámhossz-tartományban bocsát ki fényt, ami az emberi szem számára észlelhető. Ez a tartomány az emberi szem számára 400 és 700 nm (olvasd: nanométer) közé esik. Lásd. a 3. képet.
A hagyományos wolframszálas izzó ezzel szemben sok fényt bocsát ki olyan tartományokban is, amit az emberi szem nem képes észlelni, vagyis a villamos energia rosszabbul hasznosul. A wolframszálas izzó fényének hullámhosszbeli eloszlását a 4. ábra két képe mutatja. Jól  látható, hogy a wolframszálas izzó fényének töredéke esik az emberi szem által észlelhető 400-700 nm sávba, a legtöbb fény 700 nm fölötti, amit az 1mm-es hullámhosszig infravörös fénynek hívunk.
|                                                                 |  |
| 4. ábra: A hagyományos izzó fényének hullámhosszbeli eloszlása. |  |

Mivel a kompakt fénycső egységnyi energiából több látható fényt produkál, ezért alacsonyabb teljesítményű fényforrásokkal érhetjük el ugyanazt a megvilágítási szintet, mint amit korábban magasabb fogyasztású izzókkal értünk el. Az emberi szem ingerfelfogó képességének és a megfelelő hullámhossz-tartományban való fénykibocsátás egymásnak való megfelelősége adja a megtakarítás lehetőségét.
A különböző erősségű megvilágítások eléréséhez szükséges villamos teljesítményeket mutatja be az 1. számú táblázat a három alapvető fényforrástípus esetén.
| Minimum fényáram (lumen) | Elektromos fogyasztás (Watt) | Elektromos fogyasztás (Watt) | Elektromos fogyasztás (Watt) |
| Minimum fényáram (lumen) | Izzó                         | Kompakt fénycső              | LED                          |
| ------------------------ | ---------------------------- | ---------------------------- | ---------------------------- |
| 450                      | 40                           | 9–11                         | 6–8                          |
| 800                      | 60                           | 13–15                        | 9–12                         |
| 1100                     | 75                           | 18–20                        | 13–16                        |
| 1600                     | 100                          | 23–28                        | 15–22                        |
| 2400                     | 150                          | 30–52                        | 24–28                        |
| 3100                     | 200                          | 49–75                        | 30                           |
| 4000                     | 300                          | 75–100                       | 38                           |

## Üzemi jellemzők
- a fényforrások a kapcsolástól számított 1-2 másodpercen belül indulnak, ez után adnak ki fényt
- a bekapcsolástól a fényáram időben növekvő, a teljes fényáromot 1-2 perc alatt éri el
- a teljes fényáram elérése után a le- és újra felkapcsolás a fényárom nagyságát már nem érinti. Ez igaz a cső teljes kihüléséig és újraindításáig
- a kompakt fénycsövek lágyabb, szórtabb megvilágítást hoznak létre, nem képeznek éles árnyékot, mint a hagyományos izzók. Ezt a két fényforrás világító felszínének méretkülönbsége okozza.
- a fényforrás üzem közben az üvegbúra teljes hozzszában melegszik. Az alacsony hullámhosszú fény felvétele és magasabb hullámhosszú fény kibocsátása (vagyis a ritkaföldfémek fluoreszcenciája) hőképződéssel együtt járó folyamat. A cső melegedését részben ez, részben pedig az elektromos áram hőhatása okozza
- a nagyobb gyártók (pl. Tungsram, Osram, Philips) termékeinek élettartamai 0-24h-s használat mellett is elérhettik a 2 évet
- színvisszaadási indexe alacsonyabb a hagyományos izzóhoz viszonyítva
- a fényáramot szabályozni, azaz dimmelni csak az elektronikus előtétes változatokat lehet, és csak akkor, ha az elektronikus előtétet úgy tervezték, hogy ilyen feladatot meg tudjon oldani

## Várható jövőjük
Egy Európai Uniós szabályozás 2023-tól több lépcsőben kivezeti a fénycsövek és kompakt fénycsövek forgalmazását az európai piacról, ami egyértelműen maga után vonja a kompakt fénycsövek piaci részesedésének csökkenését is, de a teljes kivonásig és a készleten lévő fényforrások elhasználása miatt várhatóan még évekig találkozhatunk velük a gyakorlatban.